# Iglesia de Jesucristo, la Prometida, la Esposa del Cordero
La Iglesia de Jesucristo, la Novia, la Esposa del Cordero fue una denominación del Movimiento de los Santos de los Últimos Días, que atrajo a sus miembros principalmente de los miembros que disintieron de La Iglesia de Jesucristo de los Santos de los Últimos Días, cuando tuvo su sede en Far West, Misuri en 1838.
La iglesia se organizó el 24 de junio de 1840 bajo la dirección de George M. Hinkle y tuvo su primera conferencia en la ciudad de Moscú en el Territorio de Iowa el 20 de noviembre de 1842.